# Noctuide
Noctuidele (Noctuidae), numite și buhe, este una dintre cele mai mari familii de lepidoptere, numărând pe glob cam 12.000 de specii. Cuprinde specii de fluturi nocturni de unde și numele familiei, fluturii zboară noaptea, excepțional ziua. În general sunt de talie mijlocie. Antenele pot fi: filiforme, setiforme, uneori pectinate. Trompa și palpii labiali sunt dezvoltate. Culorile aripilor sunt mate, nestrălucitoare. Aripile anterioare sunt brune sau cenușii, pe care se disting pete și desene conturate sau difuze foarte caracteristice. Aripile posterioare sunt unicolore, cenușii deschis; uneori pot avea pete galbene, roșii, albastre, negre. În unele cazuri, chiar la forme comune, desenele apar puțin evidente și atunci determinarea se face destul de greu. În repaus, aripile sunt ținute ca un acoperiș de casă, forma insectei fiind astfel ca un triunghi. Oul este sferic, cu corionul rezistent, ornamentat de linii longitudinale caracteristice. Ponta noctuidelor are forme variate. Ouăle sunt depuse izolat sau în grupe mici. Larvele noctuidelor au în general corpul neted, nepăros, sau verzui cu puncte, pete sau dungi. Larvele se hrănesc noaptea și sunt în cea mai mare parte vegetariene și numeroase specii dăunează plantelor cultivate. Pupa (crisalida) se formează deseori în pământ, uneori pe frunză într-un cocon rar.
În România au fost înregistrate 621 specii de noctuide. În Republica Moldova sunt menționate 409 specii de noctuide.
Printre speciile mai importante se numără:
- Mamestra brassicae (buha verzei). Are anvergura de 35—45 mm, aripile   anterioare   cenușii-brune,   cu   desene   mai   închise.   Antenele la mascul și la femelă sunt simple. Larva are o culoare brună, puțin mai umflată spre partea posterioară; dăunătoare verzei, conopidei si altor zarzavaturi.
- Agrotis segetum = Scotia segetum (buha semănăturilor). Are anvergura de 35—45 mm, aripile anterioare brune, ca la toate speciile genului și cu desene caracteristice; aripile posterioare sunt cenușii foarte deschis, aproape albe. Larva este foarte dăunătoare culturilor, de diverse plante.
- Agrotis exclamationis = Scotia exclamationis (buha porumbului, buha sfeclei), cu anvergura de 37—40 mm, pe aripile anterioare are pe lângă alte pete și una ca semnul exclamării. Larvele sunt dăunătoare cerealelor.
- Euxoa nigrofusca = Euxoa tritici (buha grâului). Are anvergura de 36—43 mm, culoarea și petele caracteristice genului, pe aripile posterioare are o linie neagră, longitudinală și un rând de puncte negre, paralele cu marginea aripii. Este dăunător culturilor.
- Autographa gamma (buha gama). Are anvergura de 37—43 mm. Aripile sunt brune, cu unele pete, printre care una albă în forma literei grecești gama. Larvele sunt polifage și au caracteristic, ca la toate speciile genului, numai trei perechi de picioare abdominale.